# Rangi et Papa
Pour les articles homonymes, voir Rangi.
Le couple premier Rangi et Papa (ou Rangi-nui et Papatūānuku) apparaît dans le mythe de la création, expliquant les origines du monde dans la mythologie māori,. Dans des dialectes de l'île du Sud, Rangi est appelé Raki ou Rakinui.
D'autres mythologies peuvent remplacer le nom de Rangi par un autre nom, tel que Atea, Wākea, et Vatea.

## Rangi et Papa dans le Mythe créateurte Arawa
Dans le mythe de la création maori te Arawa, lorsque le monde fut créé, Ranginui, le ciel père, et Papatūānuku, la terre mère, sont pressé l'un contre l'autre, allongés dans une étreinte étroite tandis que leurs nombreux enfants vivent dans les ténèbres entre eux,.
| Image externe | |
|               | Lien vers l'œuvre Te wehenga o Rangi rāua ko Papa, par Cliff Whiting, un artiste d'origines Te Whānau-ā-Apanui. Les personnages sont, de gauche à droite : Tangaroa, dieu de la mer, Haumia, dieu des aliments non cultivés, Rongo, dieu des aliments cultivés, Tūmatauenga, dieu de la guerre et des humains, Tāne, dieu de la forêt, et Tāwhirimātea, dieu du vent. Tāne est en train de séparer Rangi et Papa. Pour des questions de droit d'auteur, sa reproduction n'est pas autorisée sur Wikipédia. |

Les enfants de Rangi et Papa se sentent frustrés d'être confinés dans l'espace exigu entre leurs parents. Tūmatauenga propose qu'ils tuent leurs parents. Mais Tāne n'est pas d'accord, suggérant qu'il serait préférable de les séparer, d'envoyer Rangi dans le ciel et de laisser Papa en bas pour prendre soin d'eux : « Non, non. Il vaut mieux les déchirer et laisser le ciel se tenir bien au-dessus de nous et la terre sous nos pieds. Que le ciel devienne comme un étranger pour nous, mais que la terre reste proche de nous comme notre mère nourricière. ». Tous ses frères acceptent, sauf Tāwhirimātea. Rongo, puis Tangaroa, Haumia et Tūmatauenga tentent en vain de séparer les parents.
Après de nombreuses tentatives, Tāne plante sa tête dans sa mère la terre et pousse son père le ciel avec ses jambes puissantes. Alors qu'ils sont en train de se séparer, Rangi et Papa crient et gémissent de douleur : « Pourquoi as-tu ainsi tué tes parents ? Pourquoi as-tu commis un crime aussi horrible que de nous tuer, de séparer tes parents ? » Mais Tāne maintient son effort et Rangi et Papa sont enfin séparés : Rangi s'élève haut dans les cieux, laissant place à la lumière et révélant qu'entre les corps de ses deux parents, une multitude d'êtres humains, engendrés par ces derniers, étaient restés cachés,,.
Alors Tāne rechercha des corps célestes comme lumières afin que son père soit habillé de manière appropriée. Il prend les étoiles et les jette en l'air, avec la Lune et le Soleil. Rangi a ainsi enfin l’air beau. Néanmoins, après que Rangi et Papa sont séparés, Rangi pleure et ses larmes inondent la terre. Pour arrêter cela, Tāne pense qu'il serait judicieux qu'ils ne se regardent pas souffrir mutuellement et retourne sa mère face à Rarohenga (le monde souterrain des Maoris). Rūaumoko, dernier né de la fratrie, est cependant encore en train de têter le sein de sa mère, et est transporté dans le monde d'en bas,. Ses frères (ou Tama-kaka) lui donnent le feu pour le réchauffer ainsi qu'à sa mère, et ses mouvements sous la terre provoquent des tremblements de terre et des volcans,,,. Rūaumoko tire sur les cordes qui contrôlent la terre, provoquant l'effet chatoyant de l'air chaud, appelé haka de Tane-rore, et dans certaines versions, des tremblements de terre,. Selon certaines versions, c'est par colère et pour se venger de ses frères, que Rūaumoko fait trembler le monde de l'intérieur en créant des tremblements de terre et des volcans. Une autre version raconte qu'il reste dans le ventre de Papa, certaines variantes affirmant que c'était pour tenir compagnie à Papa après sa séparation d'avec Rangi. Dans ces versions, ses mouvements dans l'utérus provoquent des tremblements de terre.
Cependant, Tāwhirimātea, le dieu des tempêtes et des vents, est en colère parce que ses parents sont séparés. Il rejoint son père dans le ciel et punit la terre et la mer avec de violentes tempêtes, ce qui pousse les descendants de Tangaroa à fuir sans lui vers la forêt et les océans,. Il attaque ensuite Rongo et Haumia, respectivement ancêtres des aliments cultivés et non cultivés. Leur mère Papa, pour préserver ces aliments pour ses autres enfants, attrape Rongo et Haumia et les cache en sécurité, de manière que Tāwhirimātea ne les trouve pas. Tous les frères de ce dernier fuient, laissant Tūmatauenga seul face à la colère de Tāwhirimātea. Malgré un grand déploiement de force, celui-ci ne parvient pas à infliger de blessure à Tūmatauenga. Dieu des humains, ce dernier reste debout et inébranlable sur la poitrine de sa mère la Terre : la guerre est terminée et tout le monde s'apaise un temps,,.

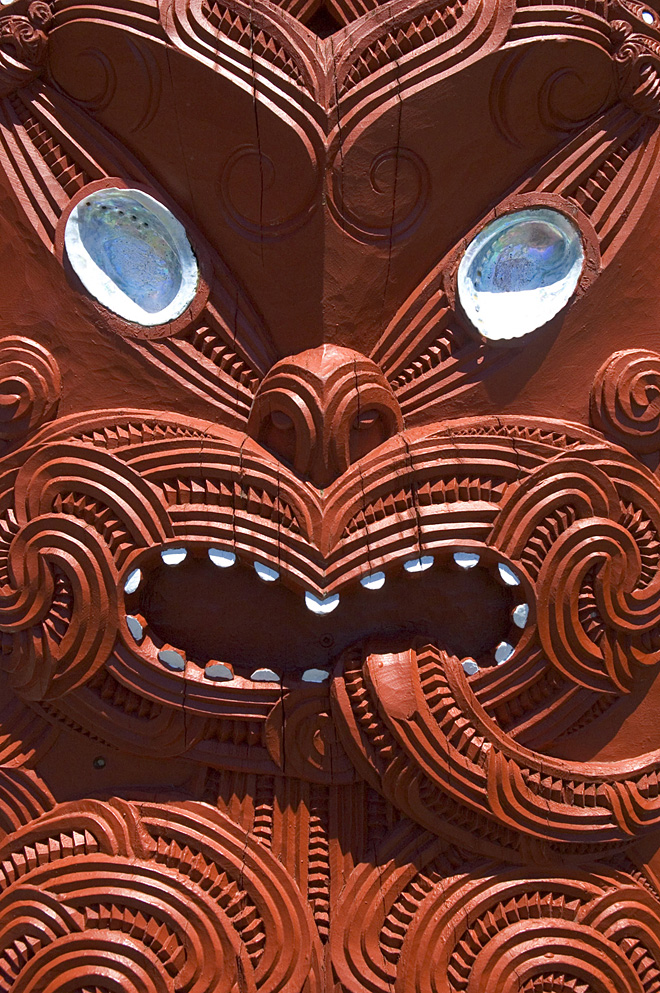
Tūmatauenga représenté sur une sculpture de maison de Whakarewarewa, 2005.

Mais Tūmatauenga s'en prend à tous ses frères, pour l'avoir abandonné face à la furie de Tāwhirimātea. Il attaque d'abord Tāne et piège ses progénitures en les empêchant de se déplacer ou de voler. De même, il piège les enfants de Tangaroa, capture ses frères Rongo et Haumia, les dieux des aliments cultivés et non cultivés, les entassant dans des paniers pour les manger. Dans sa vengeance, Tūmatauenga dévore ainsi tous ses frères, sauf Tāwhirimātea qui lui resiste, et le force à se retirer. C'est ainsi que face à l'humanité, représentée par Tūmatauenga, les tempêtes et les ouragans, engences de Tāwhirimātea, demeurent en guerre permanente jusqu'à ce jour,.
Bien que Ranginui et Papatūānuku n'aient pas de forme humaine, Tūmatauenga et ses frères en ont une. L'humanité — les descendants de Tūmatauenga — s'est accrue sur la terre, jusqu'à la génération de Māui et de ses frères demi-dieux, qui ont apporté la mort, rendant les humains mortels,.
Dans certaines versions, quand Haumia se cache dans Papatūānuku, sa mère la terre, ses cheveux traversent la surface de la terre et demeurent au-dessus du sol, sous la forme de pousses de fougère. Quand les humains arrivent, ils voient ces cheveux et s'empressent de les déterrer pour les cuire et les manger. Depuis, quand les humains ont besoin de nourriture végétale sauvage, ils sont obligés de plonger dans le corps de la Terre Mère.
Les tremblements de terre provoqués par Rūaumoko sont responsables du changement des saisons. Selon la période de l'année, les tremblements de terre provoquent la remontée de la chaleur ou du froid de Papa à la surface de la terre, ce qui entraîne le réchauffement ou le refroidissement de la Terre,.

## Noms et épithètes
- Rangi :
  - Rangi (ciel)
  - Raki (ciel), dans l'île du Nord
  - Ranginui ou Rangi-nui (ciel père, grand ciel)[28],[29]

- Papa :
  - Papa (terre)
  - Papatūānuku (terre, terre mère, terre séparée)[30]

## Rangi et Papa dans d'autres mythes

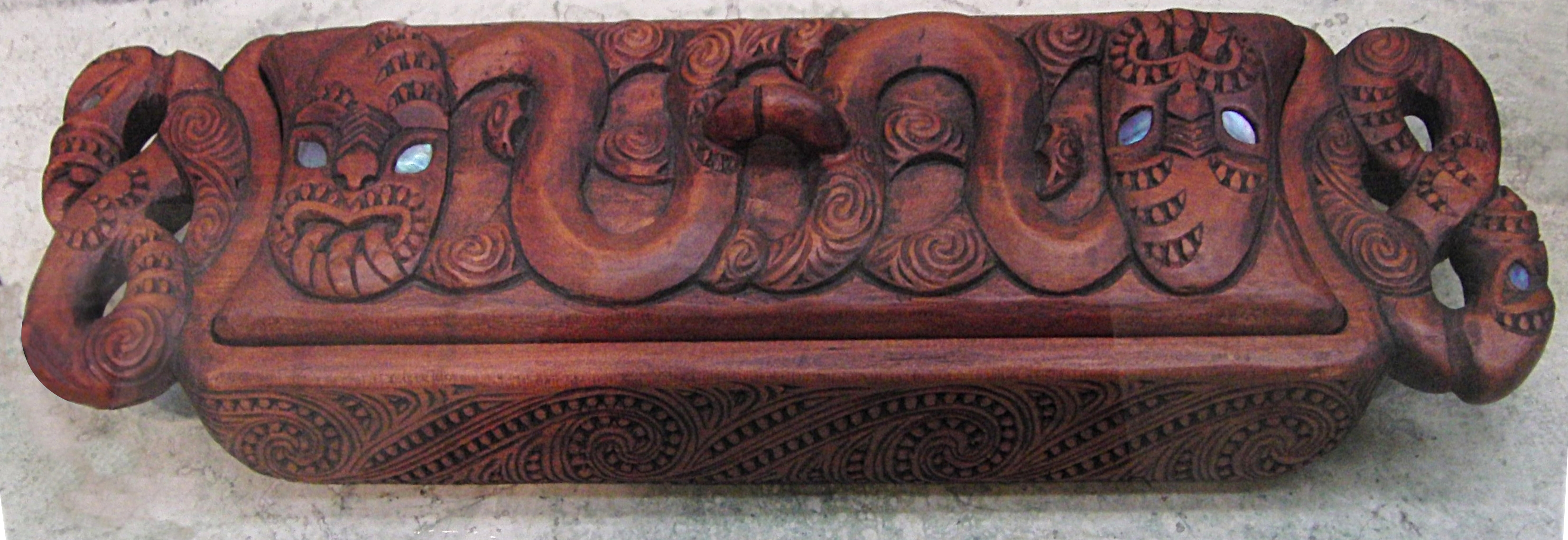
Plumier en bois à l'effigie de Rangi et Papa, avec des yeux en nacre (Hokitika, Nouvelle-Zélande).

Dans tous les mythes maoris, Rangi et Papa sont les dieux du ciel et de la terre et ont été séparés par leurs fils. Dans le ciel vivent de nombreux corps célestes parmi lesquels Te Rā, le dieu du soleil, et Rona, qui avait été arraché de la Terre par la Lune.

## Variantes du couple primordial et de ses enfants
Dans son The History of Mankind (1896), Friedrich Ratzel a relaté la croyance Māori selon laquelle la création commençait par la nuit, puis, après d'innombrables périodes, le désir s'éveillait, suivi de l'envie, puis du sentiment. La pensée a suivi la première impulsion de la vie, ou le premier souffle, et la pensée a donné naissance à l'activité mentale. C'est alors que surgit le désir, orienté vers le mystère sacré ou la grande énigme de la vie. Plus tard, à partir du pouvoir matériel de procréation de l'amour, se développe l'attachement à l'existence, imprégné d'un sens joyeux du plaisir. Enfin, Atea, l'univers, flotte dans l'espace, divisé par la différence de sexe en Rangi et Papa, le Ciel et la Terre, et les créations individuelles commencent alors,.

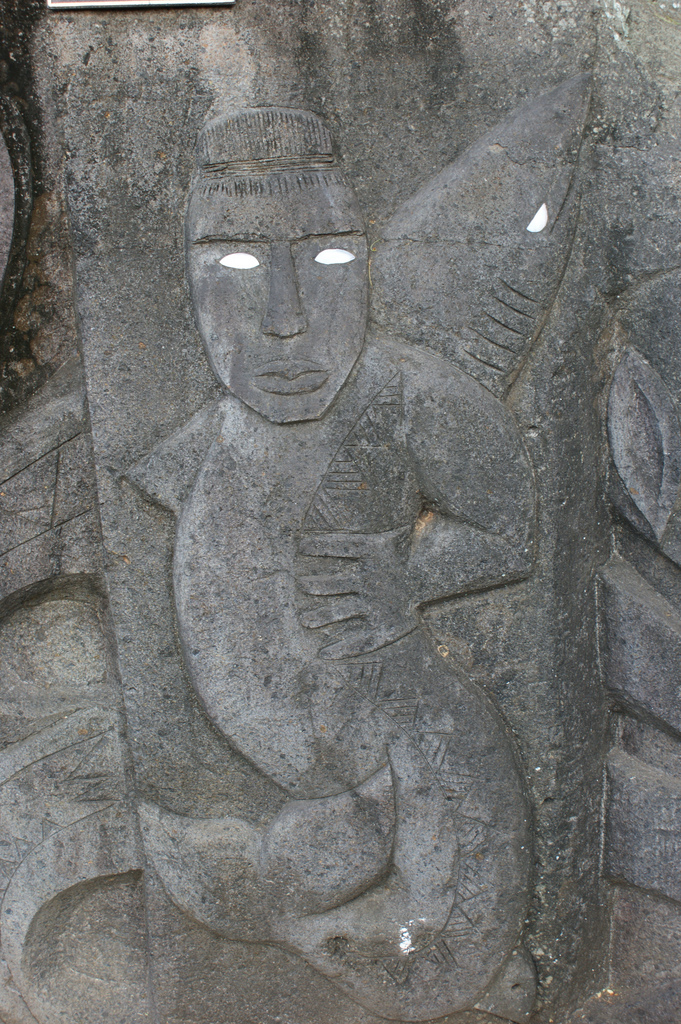
Un relief en pierre de basalte représentant Avatea à Rarotonga, Îles Cook.

Dans la mythologie des Îles Cook, Avatea (également connu sous le nom de Vatea ; signifiant « midi » ou « lumière »), était une divinité lunaire et le père des dieux et des hommes dans le mythe d'origine mangaien. Ses yeux étaient considérés comme le soleil et la lune ; il était également connu comme le dieu de la lumière. Une belle femme rend visite à Vatea dans ses rêves ; il est certain qu'elle monte du monde souterrain pour être à ses côtés, mais lorsqu'il se réveille, il ne parvient jamais la retrouver. Il jette des morceaux de noix de coco jusqu'à ce qu'une main fine s'empare de la délicieuse nourriture. Vatea l'attrape et découvre qu'elle s'appelle Papa, et l'épouse. Dans la mythologie des îles Cook du groupe des îles Cook du Sud, la déesse de la terre Papa a été créée lorsque Varima-te-takere (en), la déesse mère primordiale, l'a arrachée du côté gauche de son corps. Papa a épousé son frère, le dieu du ciel Vatea. Ils eurent deux fils jumeaux, le dieu de la mer Tangaroa et le dieu de l'agriculture Rongo,. La femme de Rongo donne naissance à une fille nommée Tavake. Tavake donne naissance à Rangi, Mokoiro et Akatauira. Rangi tire Mangaia des enfers et devient le premier roi de l'île. Le nom de sa femme est Te-po-tatango.
Dans la mythologie hawaïenne, Wākea est le ciel père et il épouse Pāpā (ou Papahānaumoku), la terre mère. Wākea aurait créé la terre et la mer à l'aide d'une calebasse (‘ipu) appartenant à Pāpā. Il l'aurait lancée en l'air et aurait créé les cieux. Il aurait créé la pluie grâce à son jus et, grâce à ses graines, le soleil, la lune et les étoiles. Dans la généalogie, Wākea et Pāpā sont les 37e descendants du premier homme Kumu-Honua (en), et ils sont les parents des monarques des îles hawaïennes (en).